# Jyrki Katainen
Jyrki Katainen (Siilinjärvi, 1971. október 14.) finn politikus. A Nemzeti Koalíció párt elnöke volt. 2007. április 14. és 2011. június 22. között pénzügyminiszter és miniszterelnök-helyettes, majd Finnország miniszterelnöke volt. 2014-től az Európai Bizottság tagja.

## Élete
1998-ban végzett a Tamperei Egyetemen, ahol politikatudományt tanult.
1999-ben választották először parlamenti képviselővé. 2007 és 2011 között hazája pénzügyminiszterként szolgált. 2011 és 2014 között az ország hat pártból állónagykolíciós kormányának miniszterelnöke volt.
2014 júniusában miniszterelnöki posztjáról lemondott, hogy júliusától az Európai Bizottság munkahelyteremtésért, növekedésért, beruházásokért és versenyképességért felelős biztosa és elnökhelyettese lehessen.